# Dougherty (Iowa)
Dougherty és una població dels Estats Units a l'estat d'Iowa. Segons el cens del 2000 tenia 80 habitants.

## Demografia
Segons el cens del 2000, Dougherty tenia 80 habitants, 37 habitatges, i 19 famílies. La densitat de població era de 56,2 habitants per km².
Dels 37 habitatges en un 29,7% hi vivien nens de menys de 18 anys, en un 45,9% hi vivien parelles casades, en un 2,7% dones solteres, i en un 48,6% no eren unitats familiars. En el 48,6% dels habitatges hi vivien persones soles el 27% de les quals corresponia a persones de 65 anys o més que vivien soles. El nombre mitjà de persones vivint en cada habitatge era de 2,11 i el nombre mitjà de persones que vivien en cada família era de 3,11.
Per edats la població es repartia de la següent manera: un 22,5% tenia menys de 18 anys, un 5% entre 18 i 24, un 23,8% entre 25 i 44, un 28,8% de 45 a 60 i un 20% 65 anys o més.
L'edat mediana era de 44 anys. Per cada 100 dones de 18 o més anys hi havia 113,8 homes.
La renda mediana per habitatge era de 36.458 $ i la renda mediana per família de 50.417 $. Els homes tenien una renda mediana de 23.750 $ mentre que les dones 30.893 $. La renda per capita de la població era de 19.569 $. Cap de les famílies i el 4,2% de la població estaven per davall del llindar de pobresa.

## Poblacions més properes
El següent diagrama mostra les poblacions més properes.